# Copris sierrensis
Copris sierrensis là một loài bọ cánh cứng trong họ Bọ hung (Scarabaeidae).